# Neocapsus
Neocapsus is een geslacht van wantsen uit de familie van de Miridae (Blindwantsen). Het geslacht werd voor het eerst wetenschappelijk beschreven door William Lucas Distant in 1884.

## Soorten
Het genus bevat de volgende soorten:

- Neocapsus agrarius (Distant, 1884)
- Neocapsus cuneatus Distant, 1893
- Neocapsus fasciativentris (Stal, 1862)
- Neocapsus leviscutatus Knight, 1925
- Neocapsus mexicanus Distant, 1884
- Neocapsus zopilotes Carvalho, 1987